# Dan-Olof Riska
Dan-Olof Wilhelm Riska, född 29 mars 1944 i Stockholm, är en finländsk fysiker. Han är son till juristen Olof Riska och gift med sociologen Elianne Riska.
Riska blev teknologie doktor 1974 på avhandlingen On the Nucleon-Nucleon and Lambda-Nucleon Interactions. Han var generalsekreterare för forskningsinstitutet för teoretisk fysik vid Helsingfors universitet 1968–1969 och Norditastipendiat i Köpenhamn 1969–1971. Han var därefter bosatt i USA, där han var assistant professor och research scientist vid State University of New York at Stony Brook 1971–1974 och assistant och associate professor vid Michigan State University 1974–1981. Han utnämndes till den svenskspråkiga professuren i fysik vid Helsingfors universitet 1980. Han var direktör för Forskningsinstitutet för fysik vid Helsingfors universitet 2000–2012. Han har publicerat ett stort antal undersökningar inom teoretisk och tillämpad fysik och har haft ansvarsfulla  uppdrag i finländska och internationella vetenskapliga organisationer, bland annat som viceordförande i CERN:s Förvaltningsråd 2010–2012. Han är sedan 2015 ordförande i Cyprus Research and Educational Foundation. Han invaldes som ledamot av Finska Vetenskaps-Societeten 1981, Akademin för tekniska vetenskaper 1983 och i Finska Vetenskapsakademien 2001  samt av Kungliga Vetenskapsakademien i Stockholm 2003.

### Uppslagsverk
- Riska, Dan-Olof i Uppslagsverket Finland (webbupplaga, 2012). CC-BY-SA 4.0